# Valle de Aguascalientes
Valle de Aguascalientes är en ort i Mexiko.   Den ligger i kommunen San Francisco de los Romo och delstaten Aguascalientes, i den centrala delen av landet, 400 km nordväst om huvudstaden Mexico City. Valle de Aguascalientes ligger 1 918 meter över havet och antalet invånare är 953.
Terrängen runt Valle de Aguascalientes är en högslätt. Runt Valle de Aguascalientes är det tätbefolkat, med 459 invånare per kvadratkilometer. Närmaste större samhälle är Aguascalientes, 10,3 km söder om Valle de Aguascalientes. Trakten runt Valle de Aguascalientes består till största delen av jordbruksmark.